# Esta noche… fiesta
Esta noche... fiesta fue un programa de televisión, emitido por Televisión Española entre 1976 y 1977, con dirección de Fernando Navarrete y presentación de José María Íñigo.

## Formato
Inicialmente titulado, Martes noche, fiesta durante sus tres primeras ediciones, el programa contaba con las actuaciones en directo en la sala de fiestas Florida Park de Madrid.

## Historia
Hito del programa fue la emisión en la noche del 15 de junio de 1977, coincidiendo con la noche electoral de los primeros comicios libres que se celebraron en España en más de 40 años. En esa ocasión se emitió un programa especial, de mayor duración y que contó, entre otros, con las actuaciones de Julio Iglesias, Manolo Escobar, Karina, Trío Acuario, Lussón y Codeso, Bigote Arrocet, Isabel Pantoja, Rocío Jurado y Susana Estrada.

## Artistas invitados
Pueden mencionarse Miguel Bosé el 26 de abril de 1977 en su debut profesional ante las cámaras como cantante, Raffaella Carrà, Lucio Battisti, Iva Zanicchi, José Luis Perales, Ornella Vanoni, Paloma San Basilio, Susana Giménez, Moria Casán o Joan Baez. Especialmente recordada fue la actuación en el programa de la folclórica Lola Flores, que interrumpió su actuación en directo al percatarse de que durante la actuación había perdido un pendiente, solicitando al público su devolución en caso de encontrarlo, de la siguiente manera: «Perdón, pero se me ha caído un pendiente en oro. Bueno, ustedes me lo vais a devolver porque mi trabajito me costó. Muchas gracias de todo corazón pero el pendiente, Íñigo, no lo quiero perder, eh, por favor».

## Premios
José María Íñigo obtuvo el Premio TP de Oro al Mejor Presentador de televisión en España durante 1977 por su labor al frente del programa.